# William Loud Bendigo International 2011
Il William Loud Bendigo International 2011 (Australia F13 Futures 2011) è stato un torneo di tennis facente parte della categoria ITF Men's Circuit nell'ambito dell'ITF Men's Circuit 2011 e dell'ITF Women's Circuit nell'ambito dell'ITF Women's Circuit 2011. Il torneo si è giocato a Bendigo in Australia dal 21 al 27 novembre su campi in cemento.

## Partecipanti WTA

### Teste di serie
| Nazionalità   | Giocatrice         | Ranking* | Testa di serie |
| ------------- | ------------------ | -------- | -------------- |
| Australia     | Casey Dellacqua    | 157      | 1              |
| Australia     | Olivia Rogowska    | 182      | 2              |
| Australia     | Isabella Holland   | 192      | 3              |
| Nuova Zelanda | Sacha Jones        | 227      | 4              |
| Giappone      | Misa Eguchi        | 232      | 5              |
| Russia        | Arina Rodionova    | 234      | 6              |
| Australia     | Sally Peers        | 236      | 7              |
| Regno Unito   | Emily Webley-Smith | 241      | 8              |

- Ranking al 14 novembre 2011.

### Altre partecipanti
Giocatrici che hanno ricevuto una wild card:
- Lyann Hoang
- Ashley Keir
- Storm Sanders
- Belinda Woolcock

Giocatrici che sono passate dalle qualificazioni:
- Stephanie Bengson
- Azra Hadzic
- Emily Hewson
- Viktorija Rajicic
- Emelyn Starr
- Ashling Sumner
- Rachael Tredoux
- Zhao Di

## Vincitori

### Singolare maschile
Matt Reid ha battuto in finale  Benjamin Mitchell con il punteggio di 7–6(6), 4–6, 6–1

### Doppio
Luke Saville /  Andrew Whittington hanno battuto in finale  Matthew Barton /  Michael Look con il punteggio di 6(7)–7, 6–4, [12–10]

### Singolare femminile
Casey Dellacqua ha battuto in finale  Isabella Holland con il punteggio di 6–2, 6–2

### Doppio femminile
Stephanie Bengson /  Tyra Calderwood hanno battuto in finale  Samantha Murray /  Storm Sanders con il punteggio di 2–6, 6–1, [10–5]